# Elysius lavinia
Elysius lavinia là một loài bướm đêm thuộc phân họ Arctiinae, họ Erebidae.